# Александр (Ушмарский)
Александр Ушмарский (1769/70 — 1807) — иеромонах Русской православной церкви,педагог и духовный писатель.

## Биография
Александр Ушмарский родился около 1769—1770 гг. в семье священника Рязанской епархии РПЦ. Образование получил в Рязанской духовной семинарии, в которой и был оставлен в 1799 года учителем сперва грамматических классов, а потом риторики, истории и географии.

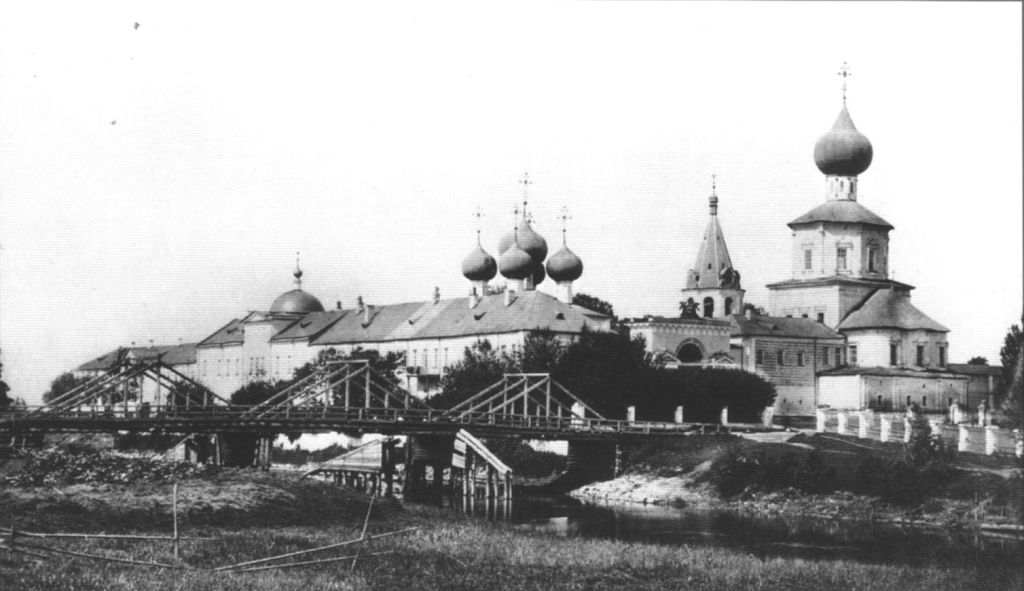
Жёлтиков монастырь
(разрушен большевиками)

В 1802 году А. Ушмарский был переведен в новооткрытое Кириллоезерское духовное училище, а в 1804 году — в Новгородскую духовную семинарию учителем риторики.
2 декабря 1803 года Александр Ушмарский был пострижен в Кирилловом монастыре в монахи; 25 декабря того же года рукоположен в иеродьякона, а 1 января 1804 года возведен в сан иеромонаха и включен в число соборных иеромонахов Александро-Невской лавры с оставлением в должности учителя семинарии.
В 1805 году указом Священного Синода от 15 ноября Александр Ушмарский был назначен настоятелем Тверского Успенского Желтикова монастыря с определением инспектором Тверской духовной семинарии и учителем богословия.
В 1806 году им была издана в Санкт-Петербурге книга под заглавием «Летопись краткая о монастыре преподобного Саввы, иже над Вишерою рекою жившего, новгородского чудотворца, с присовокуплением древних грамот царских и прочих, данных сему монастырю».
Александр Ушмарский умер 30 мая 1807 года.